# Coșoteni
Coșoteni – wieś w Rumunii, w okręgu Teleorman, w gminie Vedea. W 2011 roku liczyła 651 mieszkańców.